# Рагозинка (приток Морье)
Рагозинка — река в России, протекает во Всеволожском районе Ленинградской области. Река собирает сток озера Воякоярви и болот к северу и востоку от него. Населённых пунктов на Рагозинке нет. Устье реки находится в 27 км по левому берегу реки Морье. Длина реки составляет 20 км.

## Данные водного реестра
По данным государственного водного реестра России относится к Балтийскому бассейновому округу, водохозяйственный участок реки — Водные объекты бассейна оз. Ладожское без рр. Волхов, Свирь и Сясь, речной подбассейн реки — Нева и реки бассейна Ладожского озера (без подбассейна Свирь и Волхов, российская часть бассейнов). Относится к речному бассейну реки Нева (включая бассейны рек Онежского и Ладожского озера).
Код объекта в государственном водном реестре — 01040300212102000009126.